# Halowe Mistrzostwa Europy w Lekkoatletyce 1970 – bieg na 60 m mężczyzn
Bieg na 60 metrów mężczyzn – jedna z konkurencji biegowych rozgrywanych podczas halowych lekkoatletycznych mistrzostw Europy w hali Stadthalle w Wiedniu. Eliminacje, półfinały i bieg finałowy zostały rozegrane 14 marca 1970. Zwyciężył reprezentant Związku Radzieckiego Wałerij Borzow. Tytułu z poprzednich igrzysk nie obronił Zenon Nowosz z Polski, który tym razem zdobył srebrny medal.

## Rezultaty

### Eliminacje
Rozegrano 3 biegi eliminacyjne, do których przystąpiło 17 biegaczy. Awans do półfinału dawało zajęcie jednego z pierwszych czterech miejsc w swoim biegu (Q).
Opracowano na podstawie materiału źródłowego.
Bieg 1
| Miejsce | Zawodnik       | Czas | Uwagi |
| ------- | -------------- | ---- | ----- |
| 1       | Wałerij Borzow | 6,7  | Q     |
| 2       | Alain Sarteur  | 6,8  | Q     |
| 3       | Jarkko Tapola  | 6,9  | Q     |
| 4       | Josef Čeliš    | 6,9  | Q     |
| 5       | Ivica Karasi   | 6,9  |       |

Bieg 2
| Miejsce | Zawodnik             | Czas | Uwagi |
| ------- | -------------------- | ---- | ----- |
| 1       | Horst Schiebe        | 6,8  | Q     |
| 2       | Philippe Clerc       | 6,9  | Q     |
| 3       | Dimczo Arnaudow      | 6,9  | Q     |
| 4       | Aleksandr Kornieluk  | 6,9  | Q     |
| 5       | Romain Roels         | 6,9  |       |
| 6       | Søren Viggo Pedersen | 7,0  |       |

Bieg 3
| Miejsce | Zawodnik          | Czas | Uwagi |
| ------- | ----------------- | ---- | ----- |
| 1       | Juan Carlos Jones | 6,9  | Q     |
| 2       | Zenon Nowosz      | 6,9  | Q     |
| 3       | Philippe Guillet  | 6,9  | Q     |
| 4       | Gert Herunter     | 6,9  | Q     |
| 5       | Luděk Bohman      | 6,9  |       |
| 6       | Claudio Cialdi    | 7,0  |       |

### Półfinały
Rozegrano 2 biegi półfinałowe, w których wystartowało 12 biegaczy. Awans do finału dawało zajęcie jednego z trzech pierwszych miejsc w swoim biegu (Q).
Opracowano na podstawie materiału źródłowego.
Bieg 1
| Miejsce | Zawodnik          | Czas | Uwagi |
| ------- | ----------------- | ---- | ----- |
| 1       | Wałerij Borzow    | 6,7  | Q     |
| 2       | Alain Sarteur     | 6,8  | Q     |
| 3       | Juan Carlos Jones | 6,8  | Q     |
| 4       | Dimczo Arnaudow   | 6,9  |       |
| 5       | Josef Čeliš       | 6,9  |       |
| 6       | Gert Herunter     | 6,9  |       |

Bieg 2
| Miejsce | Zawodnik            | Czas | Uwagi |
| ------- | ------------------- | ---- | ----- |
| 1       | Zenon Nowosz        | 6,8  | Q     |
| 2       | Jarkko Tapola       | 6,8  | Q     |
| 3       | Philippe Guillet    | 6,8  | Q     |
| 4       | Horst Schiebe       | 6,8  |       |
| 5       | Aleksandr Kornieluk | 7,0  |       |
| –       | Philippe Clerc      | DNF  |       |

### Finał
Opracowano na podstawie materiału źródłowego.
| Miejsce | Zawodnik          | Czas |
| ------- | ----------------- | ---- |
| 1       | Wałerij Borzow    | 6,6  |
| 2       | Zenon Nowosz      | 6,7  |
| 3       | Jarkko Tapola     | 6,7  |
| 4       | Alain Sarteur     | 6,7  |
| 5       | Juan Carlos Jones | 6,7  |
| 6       | Philippe Guillet  | 6,8  |